# Sunderland Association Football Club 2014-2015
Questa voce raccoglie le informazioni riguardanti il Sunderland Association Football Club nelle competizioni ufficiali della stagione 2014-2015.

## Stagione
Il manager Gustavo Poyet viene confermato dopo la salvezza della stagione precedente. Il Sunderland esordisce in Premier League pareggiando 2-2 sul campo del West Bromwich.

## Maglie e sponsor
Lo sponsor ufficiale è BFS Group mentre lo sponsor tecnico è Adidas.
| Casa | Trasferta | Terza maglia |  |

## Organigramma societario
Aggiornato al 20 agosto 2014
Area direttiva
- Proprietario: Ellis Short
- Amministratore delegato: Margaret Bryne
- Direttore: Per Magnus Andersson
- Direttore finanziario: Angela Lowes
- Direttore commerciale: Gary Hutchinson
- Direttore sportivo: Lee Congerton

Area tecnica
- Manager: Dick Advocaat
- Assistente manager: Bert van Lingen
- Allenatore prima squadra: Charlie Oatway
- Preparatore portieri: Andy Beasley
- Preparatore atletico: Antonio Pintus
- Fisioterapista: Peter Brand

Staff dell'Academy
- Manager: Ged McNamee
- Allenatore Youth Team: Robbie Stockdale
- Capo selezionatore: Steven Houston

## Rosa
Rosa aggiornata al 2 settembre 2014.
| N. |                        | Ruolo | Calciatore          |
| -- | ---------------------- | ----- | ------------------- |
| 1  | Romania (bandiera)     | P     | Costel Pantilimon   |
| 2  | Inghilterra (bandiera) | D     | Billy Jones         |
| 3  | Paesi Bassi (bandiera) | D     | Patrick van Aanholt |
| 4  | Scozia (bandiera)      | C     | Liam Bridcutt       |
| 5  | Inghilterra (bandiera) | D     | Wes Brown           |
| 6  | Inghilterra (bandiera) | C     | Lee Cattermole      |
| 7  | Svezia (bandiera)      | C     | Sebastian Larsson   |
| 8  | Inghilterra (bandiera) | C     | Jack Rodwell        |
| 9  | Scozia (bandiera)      | A     | Steven Fletcher     |
| 10 | Inghilterra (bandiera) | A     | Connor Wickham      |
| 11 | Inghilterra (bandiera) | C     | Adam Johnson        |
| 14 | Spagna (bandiera)      | C     | Jordi Gómez         |

| N. |                        | Ruolo | Calciatore             |
| -- | ---------------------- | ----- | ---------------------- |
| 16 | Irlanda (bandiera)     | D     | John O'Shea (capitano) |
| 17 | Stati Uniti (bandiera) | A     | Jozy Altidore          |
| 18 | Grecia (bandiera)      | C     | Charalampos Mavrias    |
| 19 | Inghilterra (bandiera) | A     | Danny Graham           |
| 23 | Italia (bandiera)      | C     | Emanuele Giaccherini   |
| 24 | Capo Verde (bandiera)  | C     | Cabral                 |
| 25 | Italia (bandiera)      | P     | Vito Mannone           |
| 26 | Argentina (bandiera)   | A     | Ricardo Álvarez        |
| 27 | Argentina (bandiera)   | D     | Santiago Vergini       |
| 28 | Uruguay (bandiera)     | D     | Sebastián Coates       |
| 30 | Inghilterra (bandiera) | C     | Will Buckley           |
| 41 | Inghilterra (bandiera) | C     | Duncan Watmore         |

## Calciomercato

### Sessione estiva(dall'1/7 all'1/9)
| Acquisti         | Acquisti            | Acquisti         | Acquisti                       |
| R.               | Nome                | da               | Modalità                       |
| ---------------- | ------------------- | ---------------- | ------------------------------ |
| C                | Jack Rodwell        | Manchester City  | definitivo (12,6 milioni €)    |
| C                | Will Buckley        | Brighton         | definitivo (3,12 milioni €)    |
| D                | Patrick van Aanholt | Chelsea          | definitivo (2 milioni €)       |
| A                | Ricardo Álvarez     | Inter            | prestito oneroso (1 milione €) |
| C                | Sebastián Coates    | Liverpool        | prestito                       |
| D                | Santiago Vergini    | Estudiantes (LP) | prestito                       |
| P                | Costel Pantilimon   | svincolato       |                                |
| D                | Billy Jones         | svincolato       |                                |
| C                | Jordi Gómez         | svincolato       |                                |
| C                | Cabral              | Genoa            | fine prestito                  |
| Altre operazioni |                     |                  |                                |
| R.               | Nome                | da               | Modalità                       |
| P                | Jordan Pickford     | Bradford PA      | fine prestito                  |
| C                | Alfred N'Diaye      | Real Betis       | fine prestito                  |
| D                | Modibo Diakité      | Fiorentina       | fine prestito                  |
| A                | Billy Knott         | Port Vale        | fine prestito                  |
| D                | Scott Harrison      | Hartlepool Utd   | fine prestito                  |

| Cessioni         | Cessioni              | Cessioni          | Cessioni                   |
| R.               | Nome                  | a                 | Modalità                   |
| ---------------- | --------------------- | ----------------- | -------------------------- |
| A                | Ignacio Scocco        | Newell's Old Boys | definitivo (5 milioni €)   |
| C                | Alfred N'Diaye        | Real Betis        | definitivo (3,5 milioni €) |
| A                | David Moberg Karlsson | Nordsjælland      | definitivo (500.000 €)     |
| D                | Phil Bardsley         |                   | fine contratto             |
| C                | Jack Colback          |                   | fine contratto             |
| C                | Craig Gardner         |                   | fine contratto             |
| D                | Andrea Dossena        |                   | fine contratto             |
| D                | Carlos Cuéllar        |                   | fine contratto             |
| D                | John Egan             |                   | fine contratto             |
| D                | Louis Laing           |                   | fine contratto             |
| P                | Óscar Ustari          |                   | fine contratto             |
| C                | David Vaughan         |                   | fine contratto             |
| P                | Keiren Westwood       |                   | fine contratto             |
| C                | El Hadji Ba           | Bastia            | prestito                   |
| D                | Valentin Roberge      | Stade Reims       | prestito                   |
| D                | Santiago Vergini      | Estudiantes (LP)  | fine prestito              |
| D                | Ondřej Čelůstka       | Trabzonspor       | fine prestito              |
| D                | Marcos Alonso         | Fiorentina        | fine prestito              |
| Altre operazioni |                       |                   |                            |
| R.               | Nome                  | a                 | Modalità                   |
| C                | Billy Knott           |                   | fine contratto             |
| P                | Jordan Pickford       | Bradford City     | prestito                   |
| D                | Jordan Watson         |                   | fine contratto             |

## Risultati

### Premier League
| Arbitro: | Swarbrick |

|                          |           |                           |
| Berahino 42’ (rig.), 74’ | Marcatori | 5’ Cattermole 85’ Larsson |

| Arbitro: | Atkinson |

|             |           |          |
| Rodwell 30’ | Marcatori | 17’ Mata |

| Arbitro: | Madley |

|              |           |  |
| Austin 45+2’ | Marcatori |  |

| Arbitro: | Pawson |

|                            |           |                       |
| Johnson 4’ Kane 82’ (aut.) | Marcatori | 2’ Chadli 48’ Eriksen |

| Burnley 20 settembre 2014, ore 16:00 CEST 5ª giornata | Burnley | 0 – 0 referto | Sunderland | Turf Moor (20.026 spett.)\| Arbitro: \| Taylor \| |
| Arbitro:                                              | Taylor  |               |            |                                                   |

| Sunderland 27 settembre 2014, ore 16:00 CEST 6ª giornata | Sunderland | – | Swansea City | Stadium of Light |

| Arbitro: | Swarbrick |

|                              |           |          |
| Wickham 4’ Fletcher 23’, 79’ | Marcatori | 15’ Adam |

| Arbitro: | Marriner |

| |           |  |
| Vergini 12’ (aut.) Pellè 18’, 69’ Cork 37’ Bridcutt 63’ (aut.) Tadić 78’ Wanyama 79’ van Aanholt 86’ (aut.) | Marcatori |  |

| Arbitro: | Friend |

|  |           |                    |
|  | Marcatori | 30’, 90+2’ Sánchez |

| Londra 3 novembre 2014, ore 21:00 CET 10ª giornata | Crystal Palace | – | Sunderland | Selhurst Park |

| Arbitro: | Mason |

|             |           |                   |
| Larsson 67’ | Marcatori | 76’ (rig.) Baines |

| Leicester 22 novembre 2014, ore 16:00 CET 12ª giornata | Leicester City | – | Sunderland | King Power Stadium |

| Sunderland 29 novembre 2014, ore 18:30 CET 13ª giornata | Sunderland | 0 – 0 referto | Chelsea | Stadium of Light (45.232 spett.)\| Arbitro: \| Friend \| |
| Arbitro:                                                | Friend     |               |         |                                                          |

| Sunderland 3 dicembre 2014, ore 20:45 CET 14ª giornata | Sunderland | – | Manchester City | Stadium of Light |

| Liverpool 6 dicembre 2014, ore 16:00 CET 15ª giornata | Liverpool | – | Sunderland | Anfield |

| Sunderland 13 dicembre 2014, ore 16:00 CET 16ª giornata | Sunderland | – | West Ham Utd | Stadium of Light |

| Arbitro: | Taylor |

|  |           |             |
|  | Marcatori | 90’ Johnson |

| Sunderland 26 dicembre 2014, ore 16:00 CET 18ª giornata | Sunderland | – | Hull City | Stadium of Light |

| Birmingham 28 dicembre 2014, ore 16:00 CET 19ª giornata | Aston Villa | 0 – 0 referto | Sunderland | Villa Park (35.436 spett.)\| Arbitro: \| Atkinson \| |
| Arbitro:                                                | Atkinson    |               |            |                                                      |

| Manchester 1º gennaio 2015, ore 16:00 CET 20ª giornata | Manchester City | – | Sunderland | Etihad Stadium |

| Sunderland 10 gennaio 2015, ore 16:00 CET 21ª giornata | Sunderland | – | Liverpool | Stadium of Light |

| Londra 17 gennaio 2015, ore 16:00 CET 22ª giornata | Tottenham | – | Sunderland | White Hart Lane |

| Arbitro: | Mason |

|                       |           |  |
| Wickham 20’ Defoe 34’ | Marcatori |  |

| Swansea 7 febbraio 2015, ore 16:00 CET 24ª giornata | Swansea City | – | Sunderland | Liberty Stadium |

| Sunderland 10 febbraio 2015, ore 20:45 CET 25ª giornata | Sunderland | – | QPR | Stadium of Light |

| Sunderland 21 febbraio 2015, ore 16:00 CET 26ª giornata | Sunderland | – | West Bromwich | Stadium of Light |

| Manchester 28 febbraio 2015, ore 16:00 CET 27ª giornata | Manchester Utd | – | Sunderland | Old Trafford |

| Kingston upon Hull 3 marzo 2015, ore 20:45 CET 28ª giornata | Hull City | – | Sunderland | KC Stadium |

| Arbitro: | Swarbrick |

|  |           |                                      |
|  | Marcatori | 16’, 44’ Benteke 18’, 37’ Agbonlahor |

| Londra 21 marzo 2015, ore 16:00 CET 30ª giornata | West Ham Utd | – | Sunderland | Upton Park |

| Sunderland 4 aprile 2015, ore 16:00 CEST 31ª giornata | Sunderland | – | Newcastle Utd | Stadium of Light |

| Sunderland 11 aprile 2015, ore 16:00 CEST 32ª giornata | Sunderland | – | Crystal Palace | Stadium of Light |

| Londra 20 maggio 2015, ore 20:45 CEST 33ª giornata | Arsenal | 0 – 0 referto | Sunderland | Emirates Stadium (59.987 spett.)\| Arbitro: \| Taylor \| |
| Arbitro:                                           | Taylor  |               |            |                                                          |

| Arbitro: | Atkinson |

|          |           |            |
| Adam 27’ | Marcatori | 1’ Wickham |

| Sunderland 2 maggio 2015, ore 16:00 CEST 35ª giornata | Sunderland | – | Southampton | Stadium of Light |

| Liverpool 9 maggio 2015, ore 16:00 CEST 36ª giornata | Everton | – | Sunderland | Goodison Park |

| Sunderland 16 maggio 2015, ore 16:00 CEST 37ª giornata | Sunderland | – | Leicester City | Stadium of Light |

| Arbitro: | Mason |

|                                   |           |              |
| D. Costa 37’ (rig.) Rémy 70’, 88’ | Marcatori | 26’ Fletcher |

### Football League Cup
| Arbitro: | Darren Bond |

|  |           |                                   |
|  | Marcatori | 77’ Gómez 87’ Johnson 88’ Wickham |

| Arbitro: | Mike Dean |

|              |           |                  |
| Altidore 16’ | Marcatori | 31’, 71’ Muniesa |

## Statistiche

### Statistiche di squadra
| Competizione        | Punti | In casa | In casa | In casa | In casa | In casa | In casa | In trasferta | In trasferta | In trasferta | In trasferta | In trasferta | In trasferta | Totale | Totale | Totale | Totale | Totale | Totale | DR  |
| Competizione        | Punti | G       | V       | N       | P       | Gf      | Gs      | G            | V            | N            | P            | Gf           | Gs           | G      | V      | N      | P      | Gf     | Gs     | DR  |
| ------------------- | ----- | ------- | ------- | ------- | ------- | ------- | ------- | ------------ | ------------ | ------------ | ------------ | ------------ | ------------ | ------ | ------ | ------ | ------ | ------ | ------ | --- |
| Premier League      | 38    | 19      | 4       | 8       | 7       | 16      | 27      | 19           | 3            | 9            | 7            | 15           | 26           | 38     | 7      | 17     | 14     | 31     | 53     | -22 |
| FA Cup              | -     | 1       | 1       | 1       | 0       | 1       | 0       | 2            | 1            | 0            | 1            | 3            | 3            | 4      | 2      | 1      | 1      | 5      | 4      | +1  |
| Football League Cup | -     | 1       | 0       | 0       | 1       | 1       | 2       | 1            | 1            | 0            | 0            | 3            | 0            | 2      | 1      | 0      | 1      | 4      | 2      | +2  |
| Totale              | 4     | 3       | 0       | 2       | 1       | 4       | 5       | 4            | 1            | 2            | 1            | 5            | 3            | 7      | 1      | 4      | 2      | 9      | 8      | +1  |

### Andamento in campionato
| Giornata  | 1  | 2  | 3  | 4  | 5  | 6  | 7  | 8  | 9  | 10 | 11 | 12 | 13 | 14 | 15 | 16 | 17 | 18 | 19 | 20 | 21 | 22 | 23 | 24 | 25 | 26 | 27 | 28 | 29 | 30 | 31 | 32 | 33 | 34 | 35 | 36 | 37 | 38 |
| --------- | -- | -- | -- | -- | -- | -- | -- | -- | -- | -- | -- | -- | -- | -- | -- | -- | -- | -- | -- | -- | -- | -- | -- | -- | -- | -- | -- | -- | -- | -- | -- | -- | -- | -- | -- | -- | -- | -- |
| Luogo     | T  | C  | T  | C  | T  | C  | C  | T  | C  | T  | C  | T  | C  | C  | T  | C  | T  | C  | T  | T  | C  | T  | C  | T  | C  | C  | T  | T  | C  | T  | T  | C  | T  | T  | C  | T  | C  | T  |
| Risultato | N  | N  | P  | N  | N  | N  | V  | P  | P  | V  | N  | N  | N  | P  | N  | N  | V  | P  | N  | P  | P  | P  | V  | N  | P  | N  | P  | N  | P  | P  | V  | P  | N  | P  | V  | V  | N  | P  |
| Posizione | 10 | 11 | 13 | 15 | 17 | 17 | 16 | 17 | 18 | 15 | 14 | 15 | 13 | 14 | 14 | 15 | 14 | 14 | 15 | 14 | 15 | 17 | 14 | 14 | 15 | 16 | 16 | 16 | 17 | 17 | 15 | 16 | 17 | 17 | 17 | 15 | 16 | 16 |

Fonte:  Premier League – Classifiche, su sport.sky.it, sport.sky.it (archiviato dall'url originale il 19 agosto 2014).
Legenda:

Luogo: C = Casa; T = Trasferta. Risultato: V = Vittoria; N = Pareggio; P = Sconfitta.